# Jean François Hennequin
Jean François Hennequin (Wassigny (Frankrijk), 19 oktober 1772 - Gingelom, 28 oktober 1846) was een Frans-Nederlands-Belgisch liberaal politicus en bestuurder. Hij was onder andere Tweede Kamerlid in het Verenigd Koninkrijk der Nederlanden en provinciegouverneur van Belgisch-Limburg.

## Levensloop
Hennequin werd geboren in het departement Ardennes in het noorden van Frankrijk. Hij was de zoon van de landbouwer Nicolas Thomas Hennequin en Jeanne Marguerie Landragin. Hij studeerde rechten in Parijs, maar onderbrak zijn studies in 1792 en bood zich als vrijwilliger aan bij het Franse leger. Toen hij het leger verliet in 1796 was hij kapitein. In 1795 werd hij commissaire du pouvoir exécutif bij het kanton Herzogenrath en een jaar later werd hij belastingontvanger (receveur) van het departement van de Nedermaas in Maastricht, onder hoofdontvanger Dominique Nivar. In 1799 werd hij lid van de centrale administratie van Nedermaas en van 1800-1814 lid van de Prefectuurraad (conseil de préfecture).
In 1802 trouwde hij met Marie Elisabeth Colpin, de enige dochter van de eveneens in Noord-Frankrijk geboren Jacques Colpin en Maria Philippina Cecilia Nivar. Laatstgenoemde was een nicht van Hennequins vroegere chef Nivar en een achternicht van de bekende advocaat Charles Clément Roemers. Het echtpaar woonde met de schoonouders Colpin-Nivar in een vleugel van de Hof van Tilly aan de Grote Gracht, dat eigendom was van Roemers. Ze kregen in elk geval twee zonen: Eugène Athanase en Charles Victor Hennequin.
In 1805 was hij een half jaar lang prefect ad interim tussen het vertrek van Pierre Loysel (1801-1805) en de komst van Jean-Baptiste Roggieri (1806-1814). Bisschop Zaepfell van Luik vond het jammer dat Roggieri en niet Hennequin benoemd was als prefect.
In 1814 maakte hij de keuze om in Maastricht te blijven en een jaar later werd hij genaturaliseerd tot Nederlander. Hoewel hij weigerde om Nederlands te spreken, werd hij in 1816 lid van Provinciale Staten van Limburg en lid van de Tweede Kamer (1817-1820). In 1819 werd hij gemeenteraadslid van Maastricht en in 1820 viceburgemeester. Door de Schutterijkwestie botste hij openlijk met de politiek van Willem I, met als gevolg dat de regering hem in 1821 voor het assisenhof in Luik daagde. Het conflict liep over wie de schutterij moest betalen in Maastricht, de regering of de stad. Hij werd verdedigd door Charles Destouvelles, Etienne de Sauvage en Erasme-Louis Surlet de Chokier, en werd vrijgesproken. De bevolking van Maastricht ontving hem triomfantelijk, maar de koning ontsloeg hem wel uit zijn functie. De drie advocaten en hun cliënt zouden elkaar later terugvinden in het Nationaal Congres van België.
In 1827-29 was hij opnieuw raadslid in Maastricht en in 1829 was hij ook weer lid van de Provinciale Staten. In 1830-31 werd hij tot burgemeester van Maastricht benoemd door het Belgische Voorlopig Bewind, zonder praktisch gevolg echter want de stad bleef in handen van het Oranjegetrouwe garnizoen (zie blokkade van Maastricht).
Hij werd ook verkozen tot lid van het Nationaal Congres voor het arrondissement Maastricht. In het Congres nam hij nooit het woord en nam hij ontslag begin april 1831. Eind 1831 werd hij gouverneur van de provincie Limburg, tot 1834. Eerste minister De Theux ontsloeg hem als te radicale liberaal. Bij zijn terugtreden weigerde Hennequin de Leopoldsorde.
Ondertussen was Hennequin in 1833 enkele maanden senator voor Maastricht in het Belgische Parlement, hoewel die stad op dat moment afgesneden was van België. Van 1836 tot 1840 was hij gemeenteraadslid van Luik. Van 1843 tot 1846 was hij senator voor Luik.
Hennequin was een boezemvriend van Surlet de Chokier. In het latere leven woonden ze beiden op een kasteel in Gingelom. Hij werd zijn universeel erfgenaam bij diens dood in 1839 en toen hij zelf stierf werd hij naast zijn vriend begraven.

## Trivia
- Een naam- en tijdgenoot van Hennequin was de Franse generaal Jean-François Hennequin (1774-1832). Hij ligt begraven op het Cimetière du Père-Lachaise in Parijs.[4]